# Klodran
Klodran is een bestuurslaag in het regentschap Karanganyar van de provincie Midden-Java, Indonesië. Klodran telt 5377 inwoners (volkstelling 2010).